# Allium monanthum
Allium monanthum är en amaryllisväxtart som beskrevs av Carl Maximowicz. Allium monanthum ingår i släktet lökar, och familjen amaryllisväxter. Inga underarter finns listade i Catalogue of Life.

## Bildgalleri

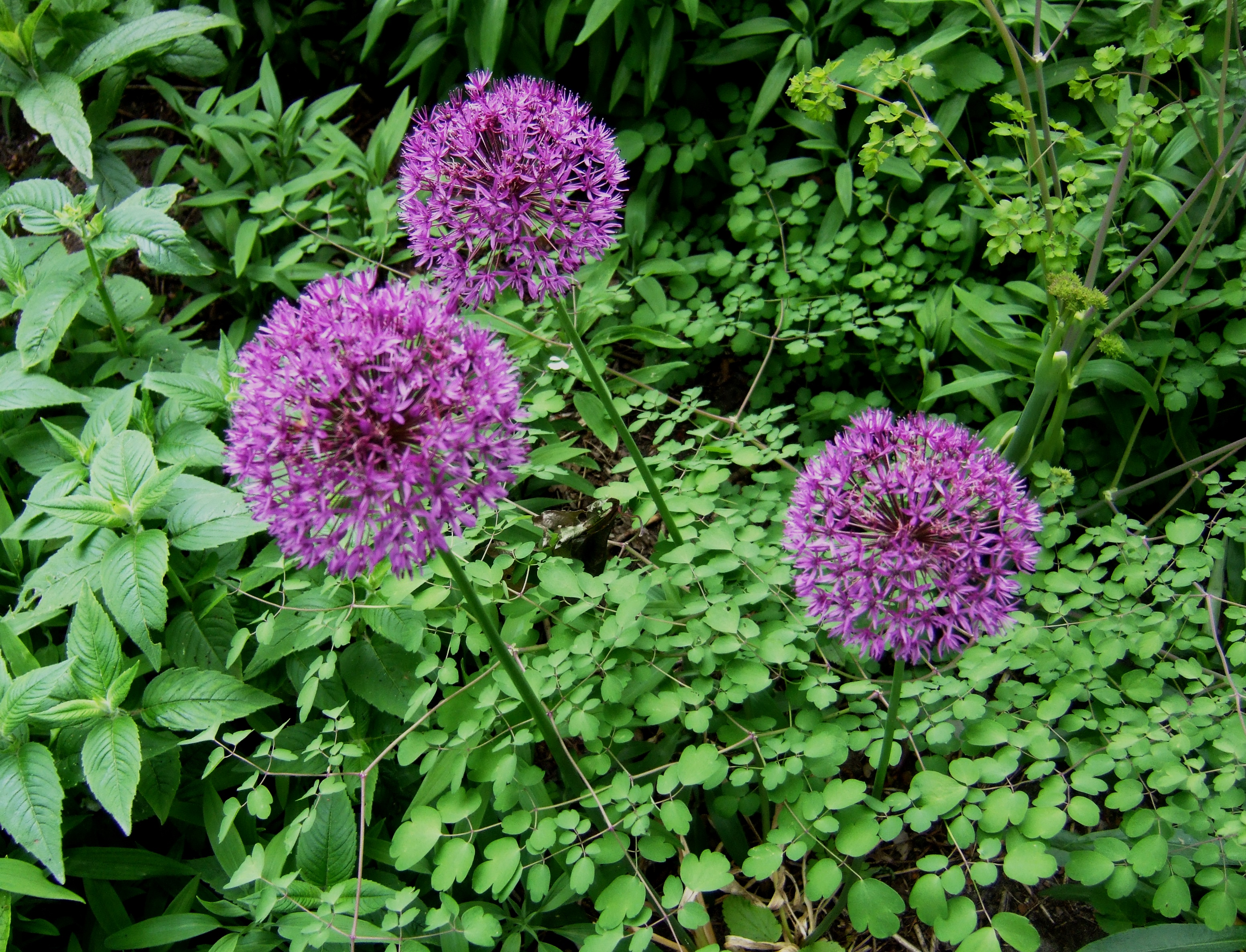
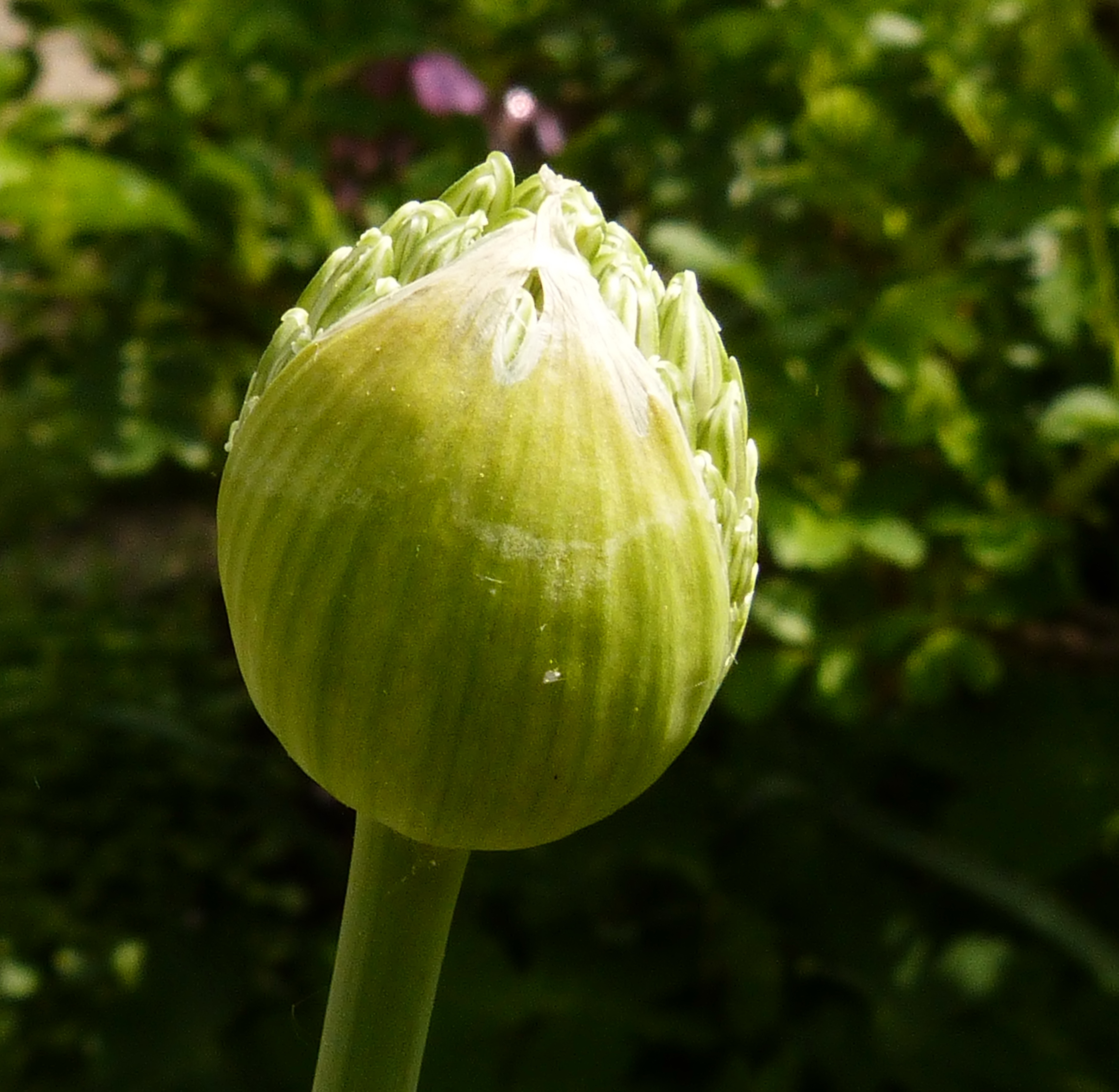
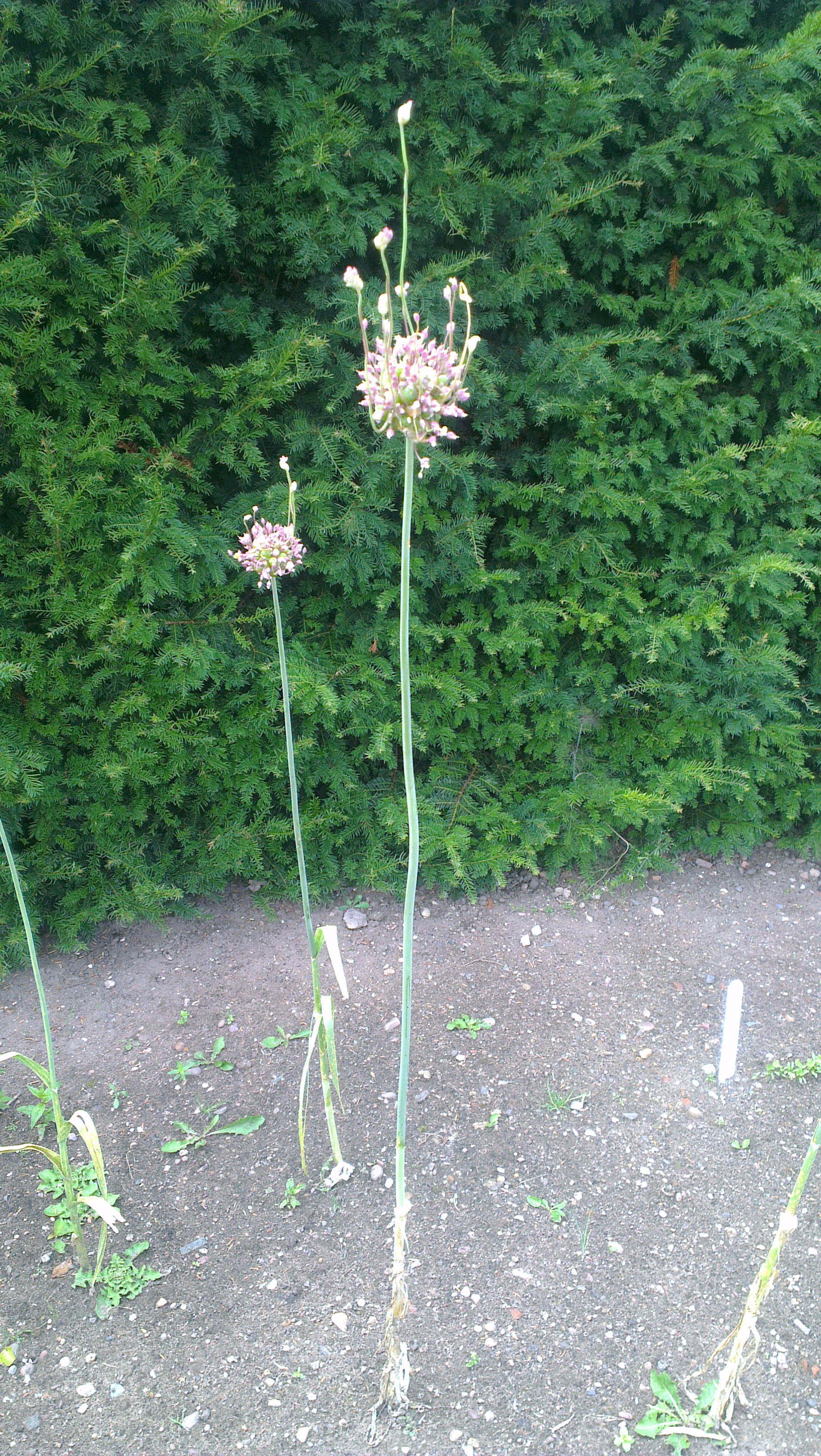
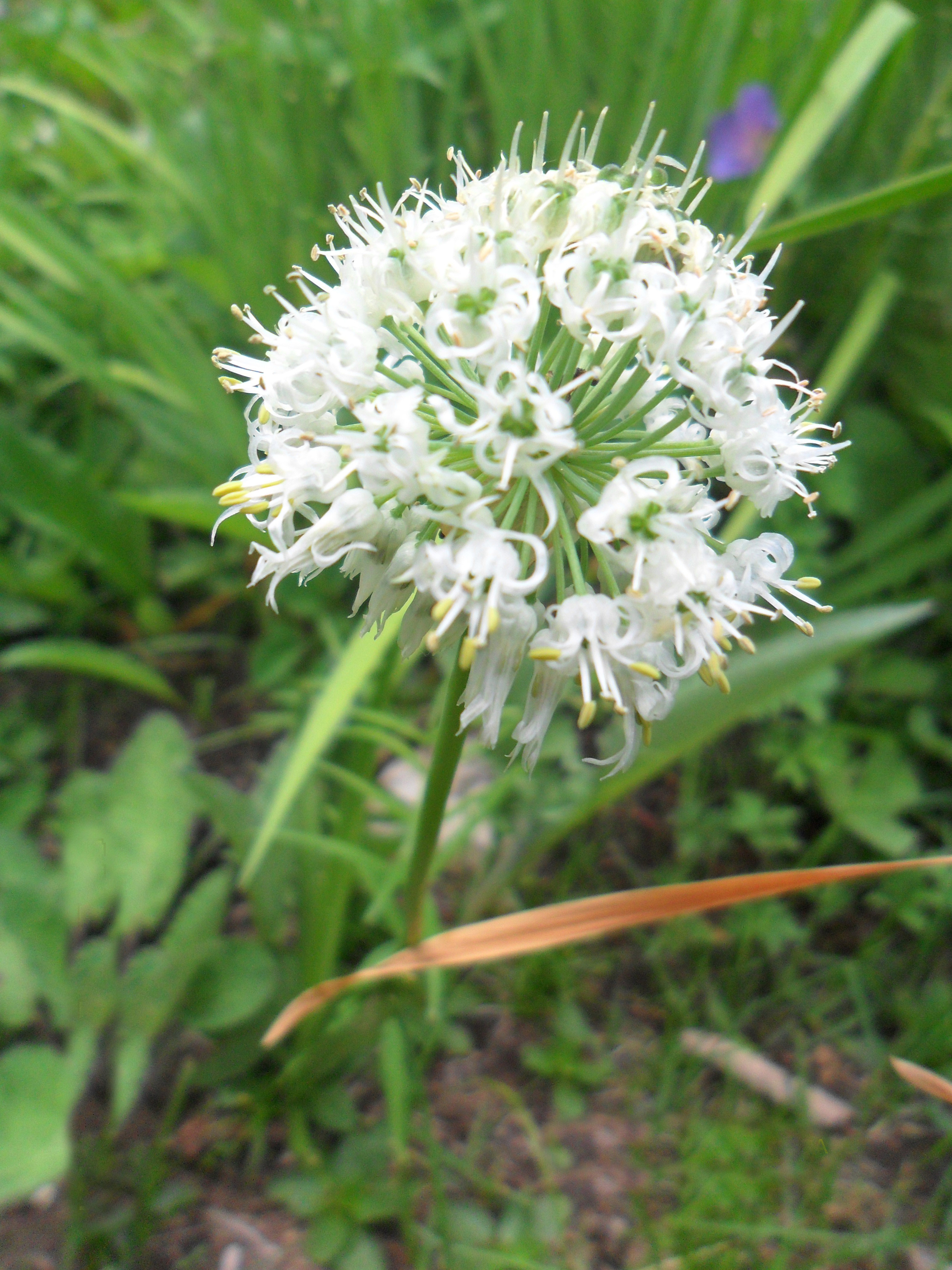